# Ếch cây bay
Ếch cây bay (tên khoa học Rhacophorus reinwardtii) là một loài ếch trong họ Rhacophoridae. Chúng được tìm thấy ở Trung Quốc, Indonesia, Lào, Malaysia, Thái Lan, Việt Nam, có thể cả Brunei, và có thể cả Myanmar.
Môi trường sống tự nhiên của chúng là các khu rừng ẩm ướt đất thấp nhiệt đới hoặc cận nhiệt đới, rừng mây ẩm nhiệt đới và cận nhiệt đới, đầm nước ngọt, và đầm nước ngọt có nước theo mùa. Chúng không được xem là bị đe dọa theo IUCN.

## Hình ảnh

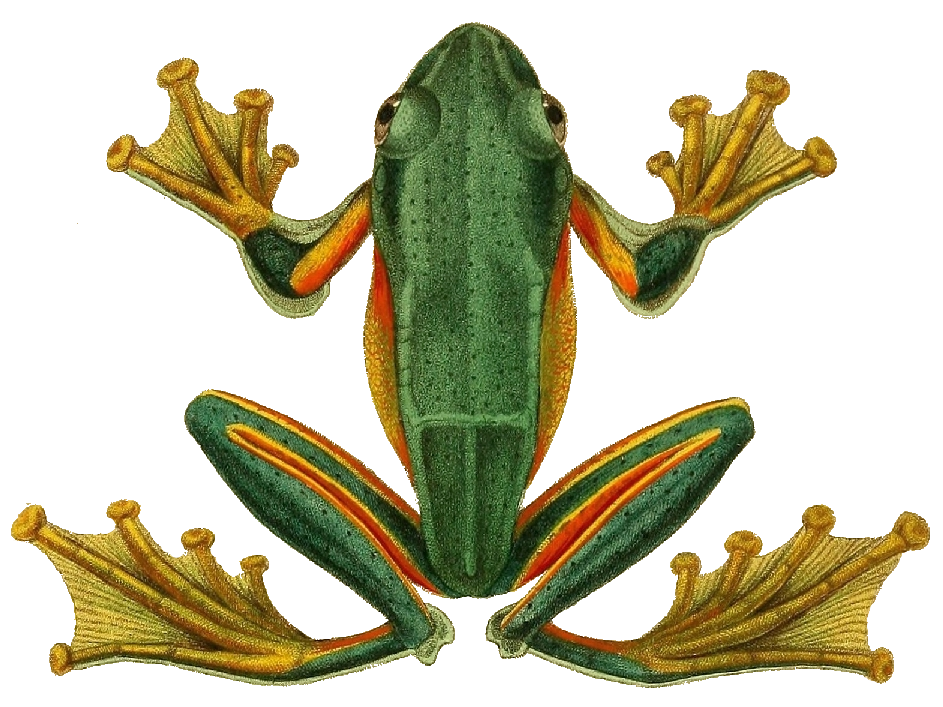
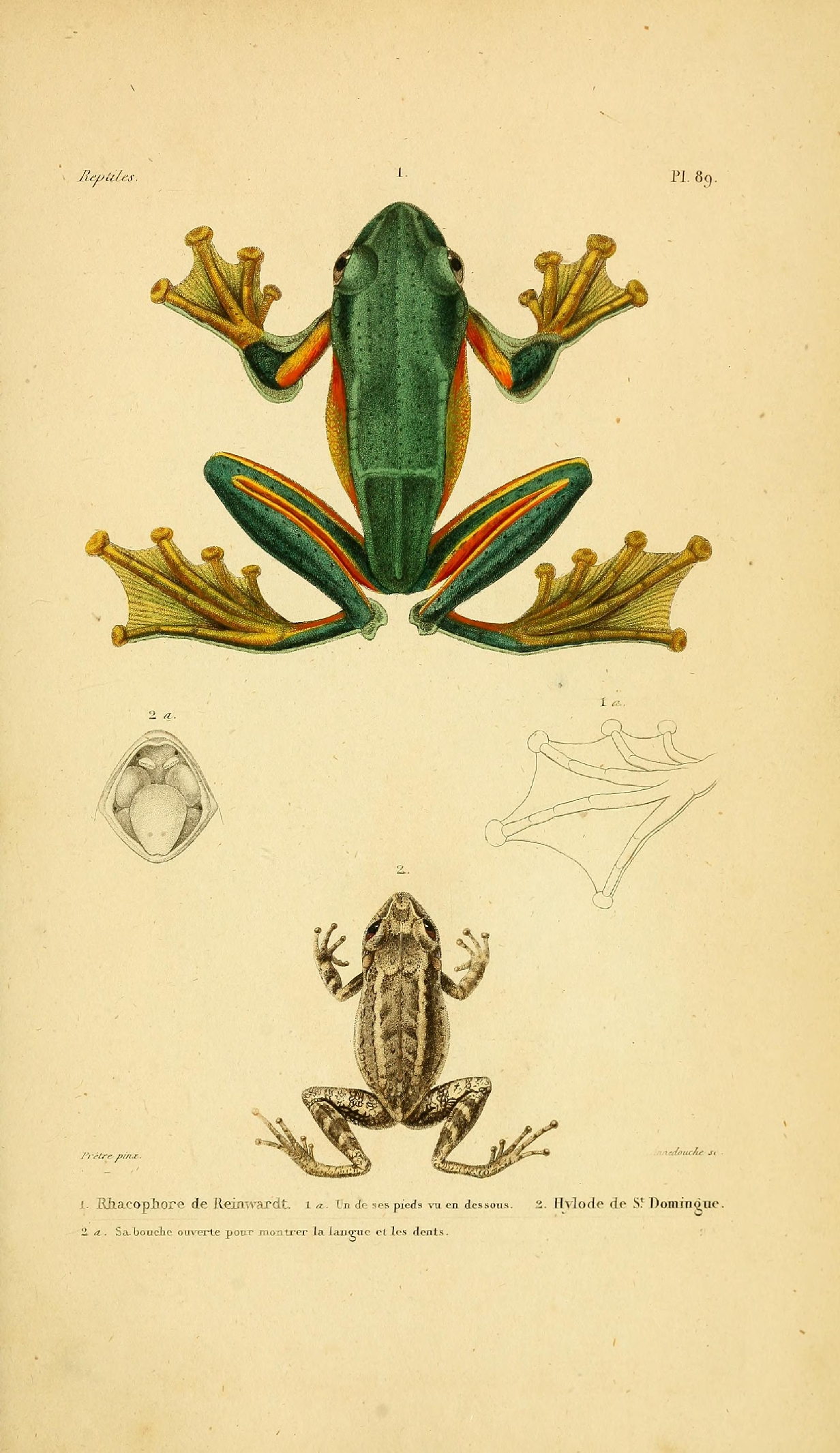